# (125071) Lugosi
Pour les articles homonymes, voir Lugosi.
(125071) Lugosi est un astéroïde de la ceinture principale.

## Description
(125071) Lugosi est un astéroïde de la ceinture principale. Il fut découvert le 8 octobre 2001 à l'observatoire Palomar par Krisztián Sárneczky. Il présente une orbite caractérisée par un demi-grand axe de 2,31 UA, une excentricité de 0,07 et une inclinaison de 4,8° par rapport à l'écliptique.
Il est nommé d'après Béla Lugosi.

## Compléments